# 보르프라우펜역
보르프라우펜역(독일어: Bahnhof Worblaufen)은 스위스 베른주의 이티겐 지자체에 있는 기차역이다. 베른-졸로투른 지역교통의 3개의 1,000mm 미터궤 교차점(졸로투른-보르프라우펜선, 보르프 도르프선, 촐리코펜-베른선)이다.

## 운행편
다음 서비스는 보르프라우펜에서 정차한다.
- 베른 S-반 :
  - S7 : 베른과 보르프 도르프 사이를 15분 간격으로 운행
  - S8 : 베른과 예겐스토르프 사이에서 15분 간격으로 운행
  - S9 : 베른과 운터촐리코펜 사이를 15분 간격으로 운행